# Воробьёвка (Новгород-Северский район)
Воробьёвка — село (Новгород-Северского района Черниговской области Украина. Расположена в 28 км от райцентра и в 10 км от остановочного пункта Узруй на линии Новгород-Северский — Новозыбков. Население — 613 человек. Орган местного самоуправления — Воробьёвская сельская рада, которой подчинены сёла Внутренний Бор, Молчанов и Осово. Расположено на реке Вара.

## История
Село Воробьевка возникло во второй половине XVII в.
Уроженец села герой гражданской войны Т. В. Черняк (1891—1919) во время оккупации кайзеровскими войсками населенного пункта организовал партизанский отряд в составе 73 человек, быстро переросший в партизанское соединение, а затем — в Новгород-Северский полк 1-й Украинской советской дивизии.
Кайзеровские оккупанты в 1918 году за активную связь населения с красными партизанами сожгли село. Та же участь постигла село и во время оккупации его немцами в 1943 году.
В 1952 году в с. Воробьевка на могиле героя — земляка Т. В. Черняка был открыт памятник, а в 1977 году — памятник у здания школы, носящей его имя.
В 1973 году в центре села воздвигнут обелиск воинам-землякам, отдавшим жизнь за свободу и независимость Родины. Установлены памятники на братских могилах партизан, погибших в годы гражданской войны, и воинов, павших при освобождении села.
Уроженцем с. Воробьевки является российский хирург и анатом профессор И. В. Буяльский (1789—1866), имя которого присвоено центральной районной больнице Новгорода-Северского.
На окраине Воробьевки обнаружено городище юхновской культуры (V—III вв. до н. эры).

## Персоналии
- Буяльский, Илья Васильевич (1789—1866) — русский анатом и хирург, заслуженный профессор Императорской медико-хирургической академии, академик Императорской Академии художеств, тайный советник.
- Быховский, Наум Яковлевич — российский публицист-народник.
- Черняк, Тимофей Викторович (1891—1919) — герой Гражданской войны, один из организаторов отрядов Красной Гвардии и партизанских отрядов на Украине.